# Cnastis tinctor
Cnastis tinctor är en stekelart som beskrevs av Dmitriy R. Kasparyan och Andrey Ivanovich Khalaim 2007. Cnastis tinctor ingår i släktet Cnastis och familjen brokparasitsteklar. Inga underarter finns listade i Catalogue of Life.